# VUC Hillerød
HF & VUC Nordsjælland - Hillerød er et uddannelsescenter der ligger på Milnersvej 40 i Hillerød. Skolen er en del af  HF & VUC Nordsjælland der også har en afdeling i Helsingør.
Ligesom mange andre VUC-skoler er der flere uddannelser på skolen, deriblandt HF, 2-årig STX, AVU (Almen Voksen Uddannelse), ordblindeundervisning og enkeltfagshold.

## Eksterne kilder og henvisninger
- HF & VUC Nordsjælland - Hillerøds websted

|  | Denne artikel om en bygning eller et bygningsværk kan blive bedre, hvis der indsættes et (bedre) billede. Du kan hjælpe ved at afsøge Wikimedia Commons for et passende billede eller lægge et op på Wikimedia Commons med en af de tilladte licenser og indsætte det i artiklen. |

55°55′25.29″N 12°17′59.95″Ø / 55.9236917°N 12.2999861°Ø